# Jonesborough
Jonesborough è un comune degli Stati Uniti d'America, situato nello Stato del Tennessee, nella Contea di Washington, della quale è il capoluogo.

## Società

### Evoluzione demografica
Secondo il censimento del 2010, la popolazione era di 5 061 abitanti. La rilevazione effettuata dieci anni dopo, nel censimento del 2020, ha aggiornato il dato a 5 860 residenti.